# ویلیام پلوس
ویلیام پلوس (به انگلیسی: William Paulus) (زادهٔ) شناگر اهل ایالات متحده آمریکا است.